# Wallace H. White
Wallace Humphrey White, Jr., född 6 augusti 1877 i Lewiston, Maine, död 31 mars 1952 i Auburn, Maine, var en amerikansk republikansk politiker.

## Biografi
White utexaminerades 1899 från Bowdoin College. Han arbetade i några år som sekreterare åt sin morfar, senator William P. Frye. White studerade sedan juridik och inledde sin karriär som advokat i födelsestaden Lewiston.
Han var ledamot av USA:s representanthus 1917-1931 och senator för Maine 1931-1949. I senaten var han minoritetsledare 1944-1947 och därefter majoritetsledare. I praktiken var det Robert Taft som var den starkaste senatorn i republikanernas grupp men vid denna tidpunkt föredrog Taft att låta White sköta den nominella ledarens administrativa funktioner. Som majoritetsledare fick White balansera mellan sin beskyddare Taft och Arthur H. Vandenberg, en annan mäktig republikansk senator som var ordförande i senatens utrikesutskott. White bestämde sig för att inte ställa upp till omval i 1948 års kongressval.
Hans grav finns på Mount Auburn Cemetery i Auburn, Maine.